# 馬場彰 (実業家)
馬場 彰（ばば あきら、1935年11月28日 - 2025年8月5日）は、日本の経営者。オンワード樫山社長、会長を務めた。

## 経歴
神奈川県出身。1958年に横浜市立大学商学部を卒業し、同年に樫山（のちのオンワード樫山）に入社。1972年4月に取締役に就任し、1974年4月には社長に昇格。1997年4月に会長に就任し、2005年3月から名誉会長を務めた。
2008年11月に旭日重光章を受章。
2025年8月5日、死去。89歳没。